# Rajd Bułgarii 2009

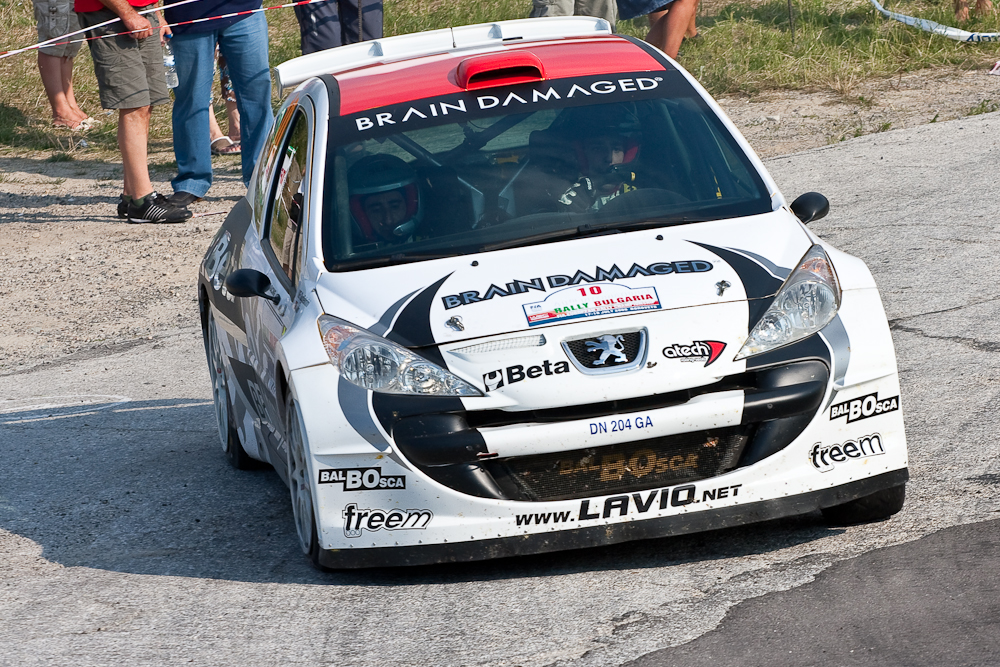
Brian Lavio i Flavio Gugelmini pokonują 6 os na Rajdzie Bułgarii

Rajd Bułgarii 2009 (40. Rally Bulgaria) – 40. edycja rajdu samochodowego Rajd Bułgarii rozgrywanego w Bułgarii. Rozgrywany był od 17 do 19 lipca 2009 roku. Bazą rajdu była miejscowość Borovec. Była to piąta runda Rajdowych Mistrzostw Europy w roku 2009 oraz czwarta runda Rajdowych Mistrzostw Bułgarii. Składał się z 12 odcinków specjalnych, z czego rozegrano 6. Siódmy odcinek przerwano z przyczyny wypadku szwajcarsko-włoskiej załogi z numerem dziesięć. W wyniku wypadku zmarł pilot Flavio Guglielmini. 

## Klasyfikacja rajdu
| Miejsce | Miejsce | Miejsce | Kierowca            | Pilot            | Samochód                       | Czas      | Strata  |
| Gen.    | BUŁ     | ERC     | Kierowca            | Pilot            | Samochód                       | Czas      | Strata  |
| ------- | ------- | ------- | ------------------- | ---------------- | ------------------------------ | --------- | ------- |
| 1.      |         | 1.      | Giandomenico Basso  | Mitia Dotta      | Fiat Abarth Grande Punto S2000 | 1:32:16.7 | 0.0     |
| 2.      | 1.      | 2.      | Krum Donchev        | Petar Yordanov   | Peugeot 207 S2000              | 1:33:45.1 | +1:28.4 |
| 3.      |         | 3.      | Corrado Fontana     | Carlo Cassina    | Peugeot 207 S2000              | 1:34:17.1 | +2:00.4 |
| 4.      | 2.      | 4.      | Dimityr Iliew       | Yanaki Yanakiev  | Mitsubishi Lancer Evo IX       | 1:34:48.8 | +2:32.1 |
| 5.      |         | 5.      | Michał Sołowow      | Maciej Baran     | Peugeot 207 S2000              | 1:34:49.5 | +2:32.8 |
| 6.      | 3.      |         | Jasen Popov         | Nikola Popov     | Mitsubishi Lancer Evo IX       | 1:35:13.2 | +2:56.5 |
| 7.      |         | 6.      | Davide Di Benedetto | Maurizio Barone  | Peugeot 207 S2000              | 1:35:52.2 | +3:35.5 |
| 8.      | 4.      |         | Ignat Isaev         | Stefan Kordev    | Mitsubishi Lancer Evo IX       | 1:36:17.7 | +4:01.0 |
| 9.      | 5.      |         | Petar Gyoshev       | Dimitar Spasov   | Mitsubishi Lancer Evo IX       | 1:39:18.2 | +7:01.5 |
| 10.     | 6.      | 7.      | Todor Slavov        | Dobromir Filipov | Renault Clio R3                | 1:39:30.6 | +7:13.9 |